# مجزرة فربوليي
مجزرة فربوليي هي مجزرة وقعت بالقرب من سانسكي موست غرب البوسنة والهرسك في 31 مايو عام 1992 على جسر فربوليي. حيث قادت التشكيلات شبه العسكرية الصربية مدنيين بوسنيين من المستوطنات المجاورة لسانسكي موست ومعظمهم من بيجيتش. وبعد أن تعرض هؤلاء المدنيون للضرب، تم إعدامهم على الجسر، وقُتل بعضهم بالرصاص. أحد القتلة كان جادرانكو باليا. وكان المدني الوحيد الباقي هو راييف بيجيتش، وقد أدلى بشهادته في محكمة الجنايات ضد راديسلاف برانين وموماسيلو كرايشنيك ومومير تاليتش.

## الضحايا
قُتل 19 شخصا في مجزرة فربوليي. الشاهد الوحيد الباقي على المجزرة في فربوليي، راييف بيجيتش، خلال شهادته ضد راتكو ملاديتش، وصف بالتفصيل عمليات القتل على جسر فربوليي. وكان شقيقه ندزاد بيجيتش من بين القتلى. كان المسلمون الأسرى من المستوطنات المحيطة بسانسكي موست يديرهم الجنود الصرب بقيادة جادرانكو باليا. وصدرت الأوامر للسجناء بالطعن ثم التحرش. ثم أمر نيناد كورين مدحت سيريتش بالقفز من الجسر إلى النهر. بعد تنفيذ أوامر نيناد كورين، انتظر أربعة جنود يحملون بنادق آلية ظهوره على سطح النهر في أسفل الجسر وتم إطلاق رشقات نارية عليه. حمل النهر جثته ويمكنه رؤية أثر الدم في الماء. كما قُتل مدحت ومنير بيجيتش. وكان أصغر السجناء إينيس ديزاريفيتش البالغ من العمر ستة عشر عامًا أطلق جادرانكو باليا النار على رأسه ثم دفعه من الجسر إلى النهر.